# Церковь Святого Эгидия (Чидл)
Церковь Святого Эгидия (англ. St Giles' Catholic Church, Cheadle) — римско-католическая церковь в городе Чидл (Шедли) графства Стаффордшир; неоготическое здание храма с башней-колокольней высотою в 61 метр было построено по проекту архитектора Огастеса Пьюджина в 1840-е годы; является памятником архитектуры I класса с 1967 года.

## История и описание
История церкви Святого Эгидия начинается с создания Уильямом Варингом, будущим епископом Нортгемптона, католической миссии в Чидле. Будучи помощником священника Томаса Бадделея в Крессвелле, Варинг затем — в начале 1820-х годов — открыл небольшую часовню в частном доме на улице Чарльз-стрит в Чидле. Среди его прихожан оказался и граф Шрусбери, который попросил молодого священника поискать более просторное помещение. Варингу удалось получил от имени графа здание длиной около 60 футов (18 м), которое было построено в качестве арсенала для местной милиции во время Наполеоновских войн — а также и прилегающий дом адъютанта. Здание было преобразовано в новую часовню, а первым её священником стал Джеймс Джеффрис, назначенный сюда в 1827 году.
В том же году умер пятнадцатый граф Шрусбери, а его племянник и наследник, Джон Толбот, оказался ревностным католиком — активным в продвижении католического дела после Билля об эмансипации католиков от 1829 года. Именно новый граф впервые, осенью 1837 года, привез Огастеса Пьюджина в Северный Стаффордшир — первоначально в качестве дизайнера интерьера в своей резиденции. Граф вскоре также решил, что будет финансировать только церкви, спроектированные Пьюджином и построенные под его руководством.
Концепция и дизайн церкви Святого Эгидия значительно отличались от простых часовен, в котором католики привыкли проводить мессы; отличался он и от городских часовен строившихся в то время. Место для храма было выбрано в 1841 году, а церковь была устроена таким образом, чтобы добиться наилучшего ракурса с улицы — что означало изменение традиционной ориентировки католических церквей «с востока на запад». Постепенно проект увеличивался как в размерах и великолепии, так и в расходах; архитектор также активно путешествовал по Англии, Голландии и Франции в поисках идей для проекта.
Большое внимание было уделено и выбору строительных материалов — главным образом, из местных источников. В поместье лордов Шрусбери было много источников дерева (дуба и вяза), а местные карьеры производили песчаники различных цветов и фактур. Новый карьер — для красного и белого песчаника — был открыт в Конслоу Хилл, между Чидлом и Альтоном. Вероятно, сам лорд Шрусбери предложил использовать алебастр в качестве материала для церковного алтаря.
В проект было добавлено северное крыльцо, а южный придел был расширен на восток, чтобы вместить часовню Святого Причастия; часовня Девы Марии была перенесена в северный придел, а предполагавшаяся часовня Святого Иоанна была полностью исключена. Ризница также была расширена. Столяры, отвечавшие за деревянные элементы, начали свою работу в феврале 1842 года. Архитектор испытывал большие трудности с поиском художников для витражей, способных сделать окна по его замыслу и приемлемой цене. За исключением фигуры самого Святого Эгидия в южном приделе, которую Пьюджин переделал за свой счет, он в целом был доволен результатом. К зиме 1843 года Пьюджин сообщил лорду Шрусбери, что дела с напольной плиткой для Чидла «идут хорошо» и что у них будет «самый лучший пол в Европе».